# Calesia roseiceps
Calesia roseiceps är en fjärilsart som beskrevs av George Francis Hampson 1894. Calesia roseiceps ingår i släktet Calesia och familjen nattflyn. Inga underarter finns listade i Catalogue of Life.